# ZauberZeit
Die ZauberZeit, „Das Magazin für fantastische Spiele und Bücher“, war von 1986 bis 1993 eine Zeitschrift für Fantasy, Rollenspiele und alle damit zusammenhängenden Themen.
Herausgeber war Thomas M. Loock. Erster Chefredakteur war Dieter Schmidt, der jedoch bald von Jürgen Pirner abgelöst wurde. Die seinerzeit zumeist noch relativ unbekannten Mitarbeiter waren beispielsweise Thomas Finn, Bernhard Hennen, Alexander Huiskes, Uwe Anton, Christel Scheja und Wolfgang Jeschke.
Die erste Ausgabe hatte u. a. DSA-Abenteuer-Szenarien, Zinnminiaturen, ein Porträt des Autors Michael Moorcock sowie einige neu erschienene Spiele und Bücher zum Thema. Regelmäßige Rubriken waren außerdem Interviews oder Kurzgeschichten bekannter internationaler Autoren, darunter Tanith Lee und Robert Asprin. Diese Mischung wurde bis zur letzten Ausgabe weitgehend beibehalten.
Die letzte Ausgabe, nämlich Heft Nr. 38, beschäftigte sich mit dem Thema Horror, bot Autoren- und Künstlerporträts, zwei Gewinnspiele, Buch- und Spielbesprechungen, ein Interview mit Wolfgang Hohlbein, ein Horror-Szenario und einen kleinen Comic (Kroc der Goblin, Abenteuer eines „Aufwärmmonsters“).
Die ersten Ausgaben erschienen seit 1986 zweimonatlich im Citadel Verlag, Hamburg, der später in Laurin-Verlag umbenannt wurde. Die letzte Ausgabe erschien im Juli 1993. Mit dem Konkurs des Laurin-Verlages wurde die ZauberZeit eingestellt. Nachfolger wurde im November 1993 das Magazin Nautilus, wo viele der bisherigen ZauberZeit-Mitarbeiter ihre Arbeit fortsetzten.